# Misje dyplomatyczne Japonii

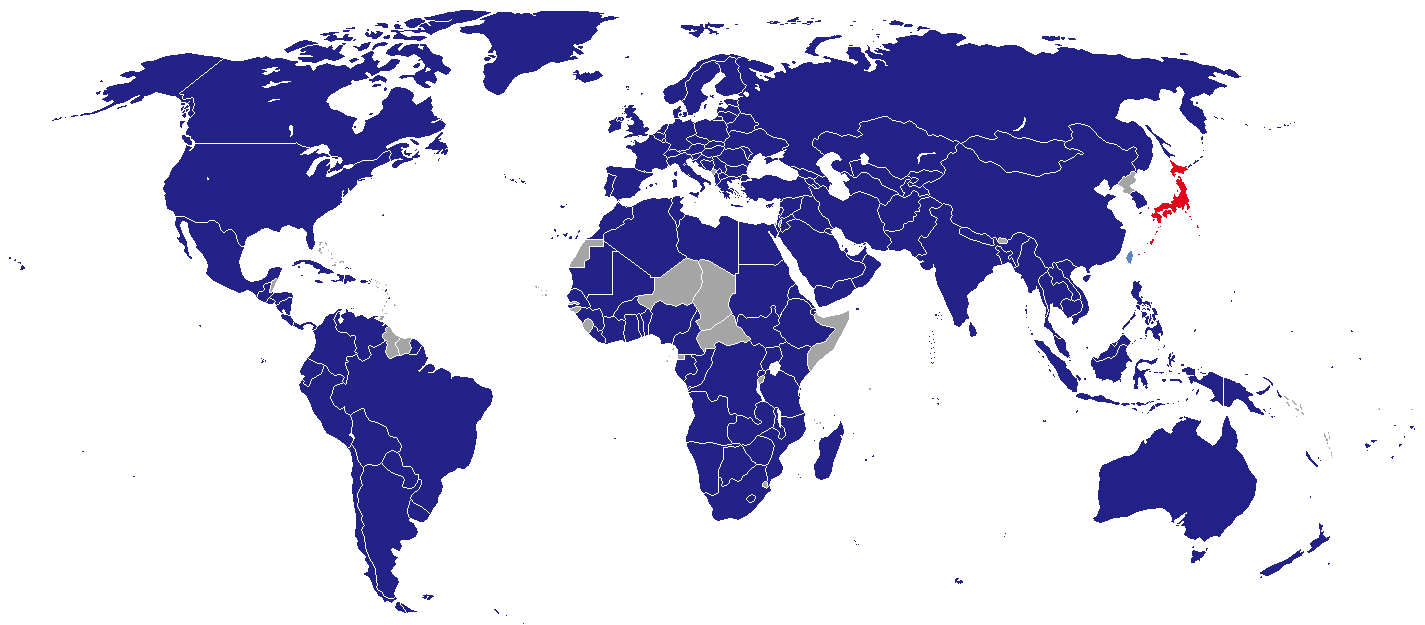
Kraje, w których Państwo Japonia ma swoje przedstawicielstwa dyplomatyczne

Misje dyplomatyczne Japonii – przedstawicielstwa dyplomatyczne Państwa Japonia przy innych państwach i organizacjach międzynarodowych. Poniższa lista zawiera wykaz obecnych ambasad i konsulatów zawodowych. Nie uwzględniono konsulatów honorowych.

## Europa
- Austria
  - Wiedeń (ambasada)
- Belgia
  - Bruksela (ambasada)
- Białoruś
  - Mińsk (ambasada)
- Bośnia i Hercegowina
  - Sarajewo (ambasada)
- Bułgaria
  - Sofia (ambasada)
- Chorwacja
  - Zagrzeb (ambasada)
- Czechy
  - Praga (ambasada)
- Dania
  - Kopenhaga (ambasada)
- Estonia
  - Tallinn (ambasada)
- Finlandia
  - Helsinki (ambasada)
- Francja
  - Paryż (ambasada)
  - Marsylia (konsulat generalny)
  - Strasburg (konsulat generalny)
- Grecja
  - Ateny (ambasada)
- Hiszpania
  - Madryt (ambasada)
  - Barcelona (konsulat generalny)

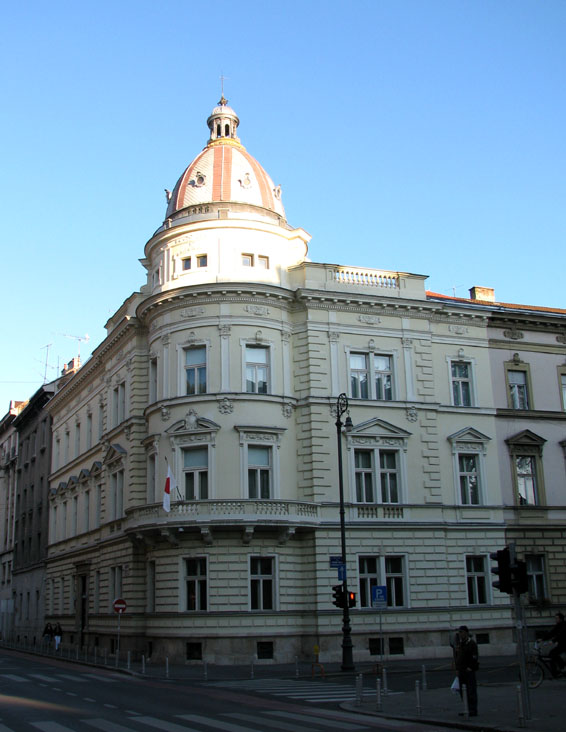
Ambasada Japonii w Zagrzebiu

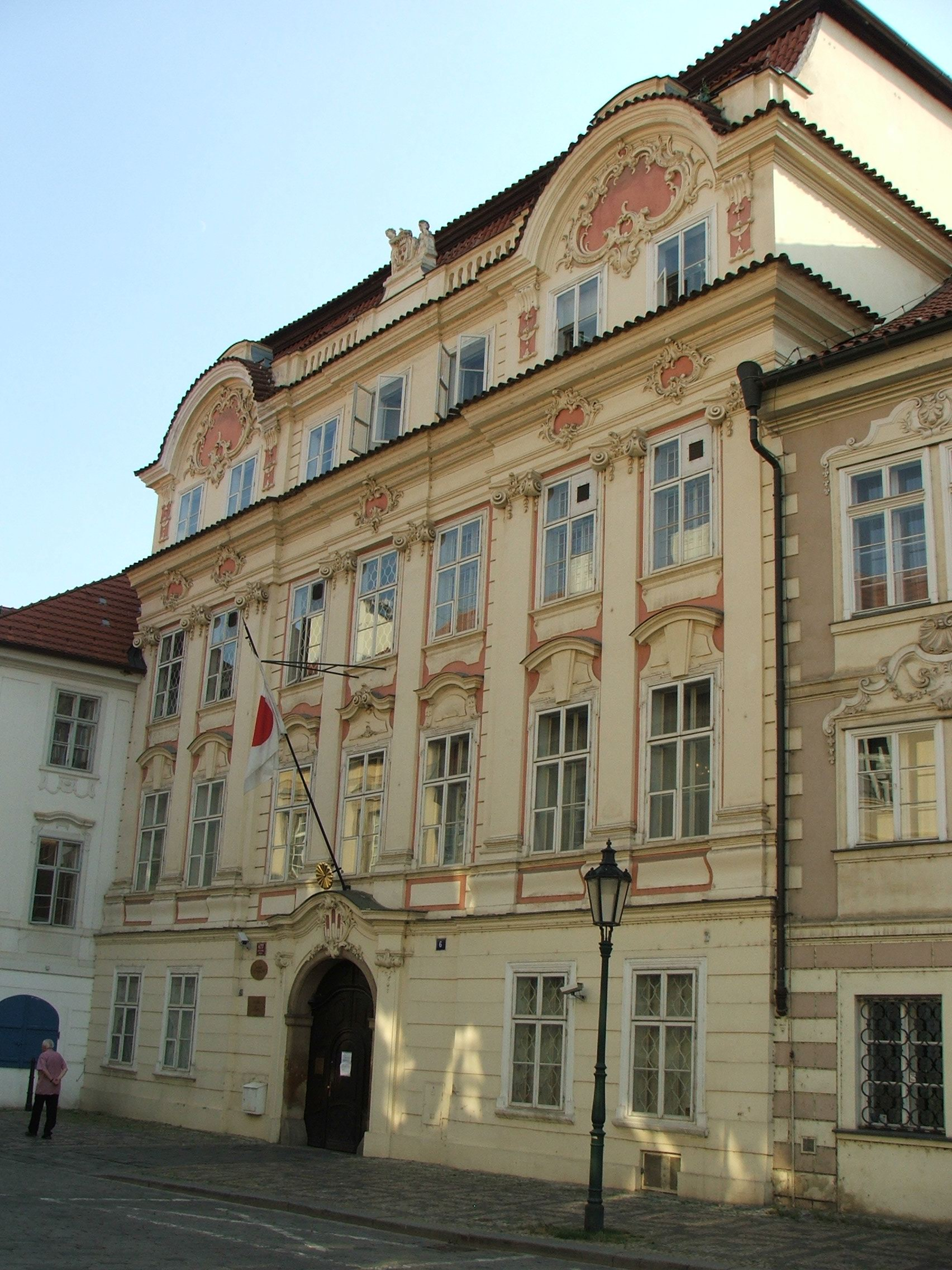
Ambasada Japonii w Pradze

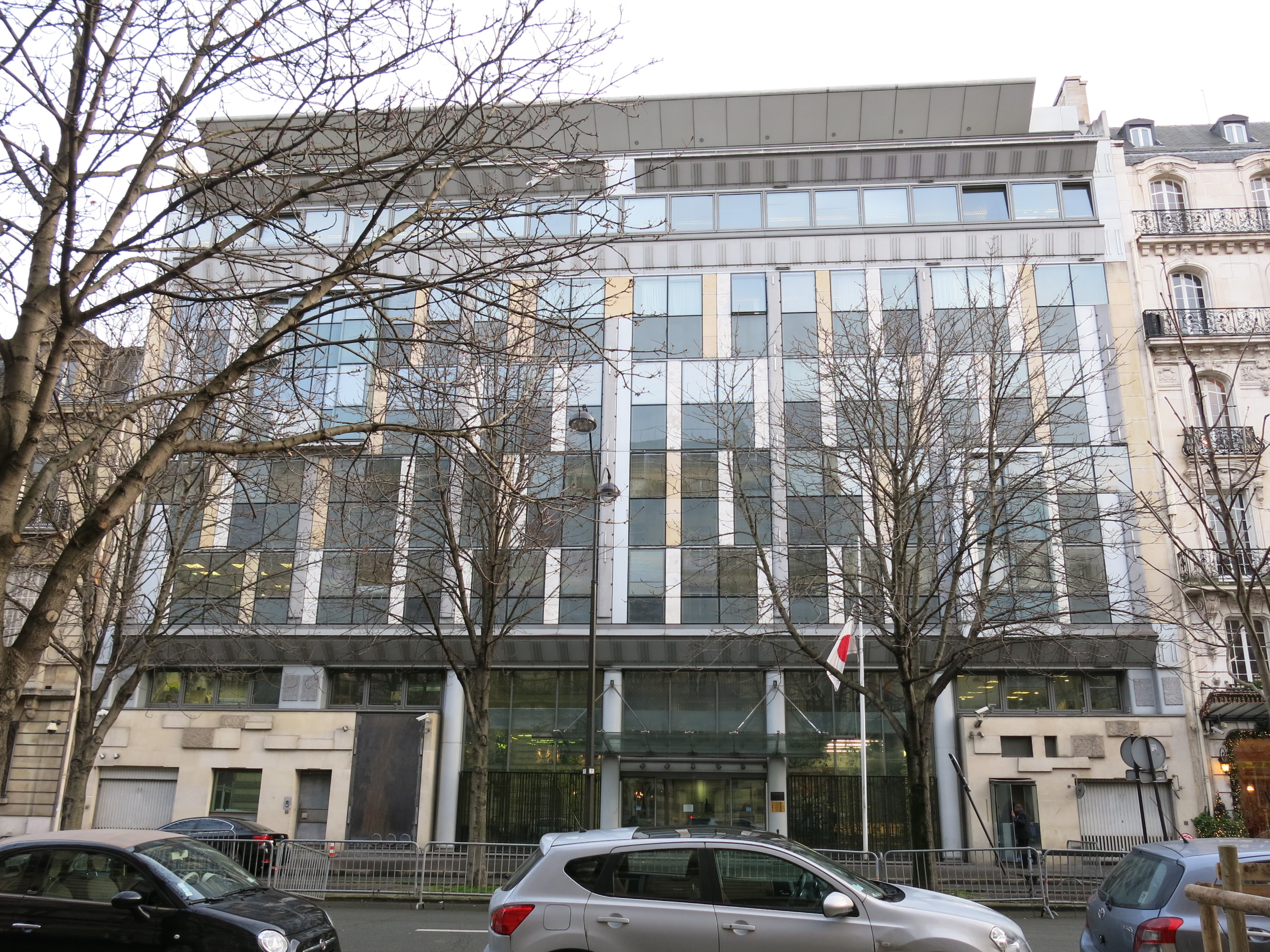
Ambasada Japonii w Paryżu

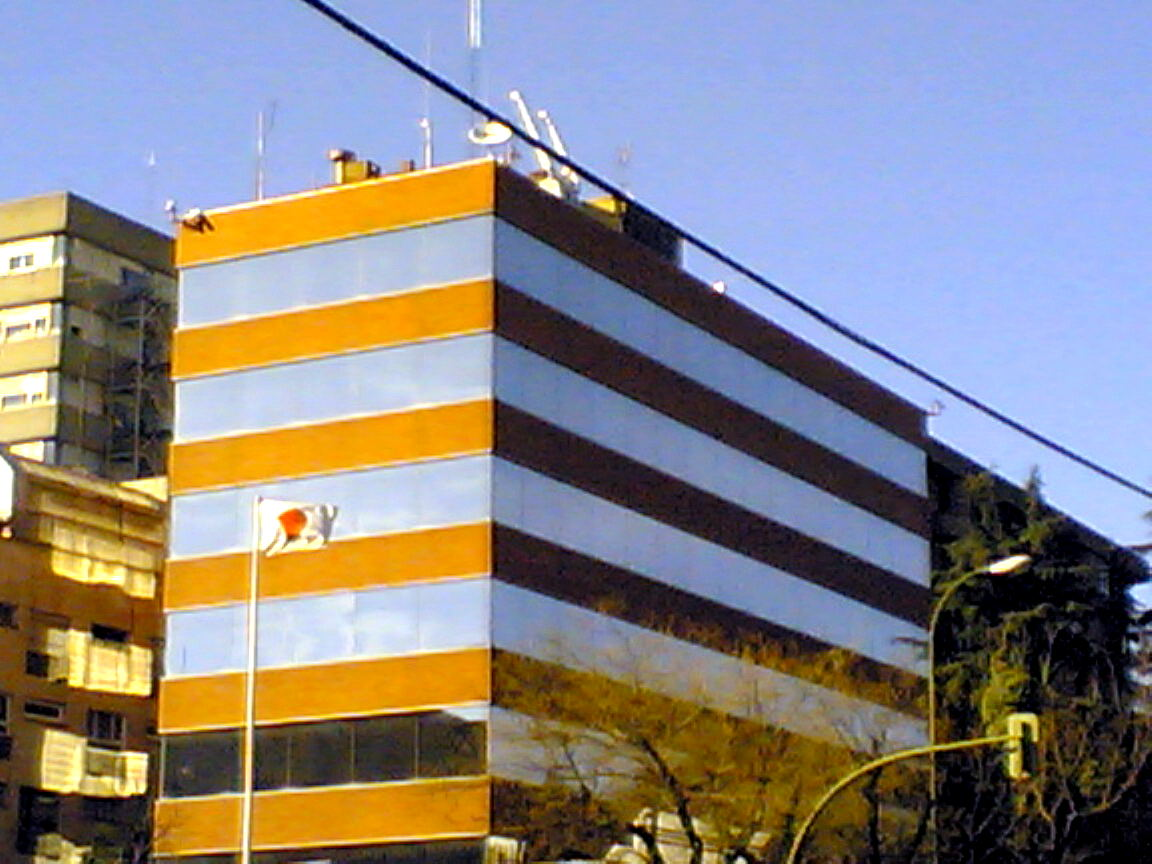
Ambasada Japonii w Madrycie

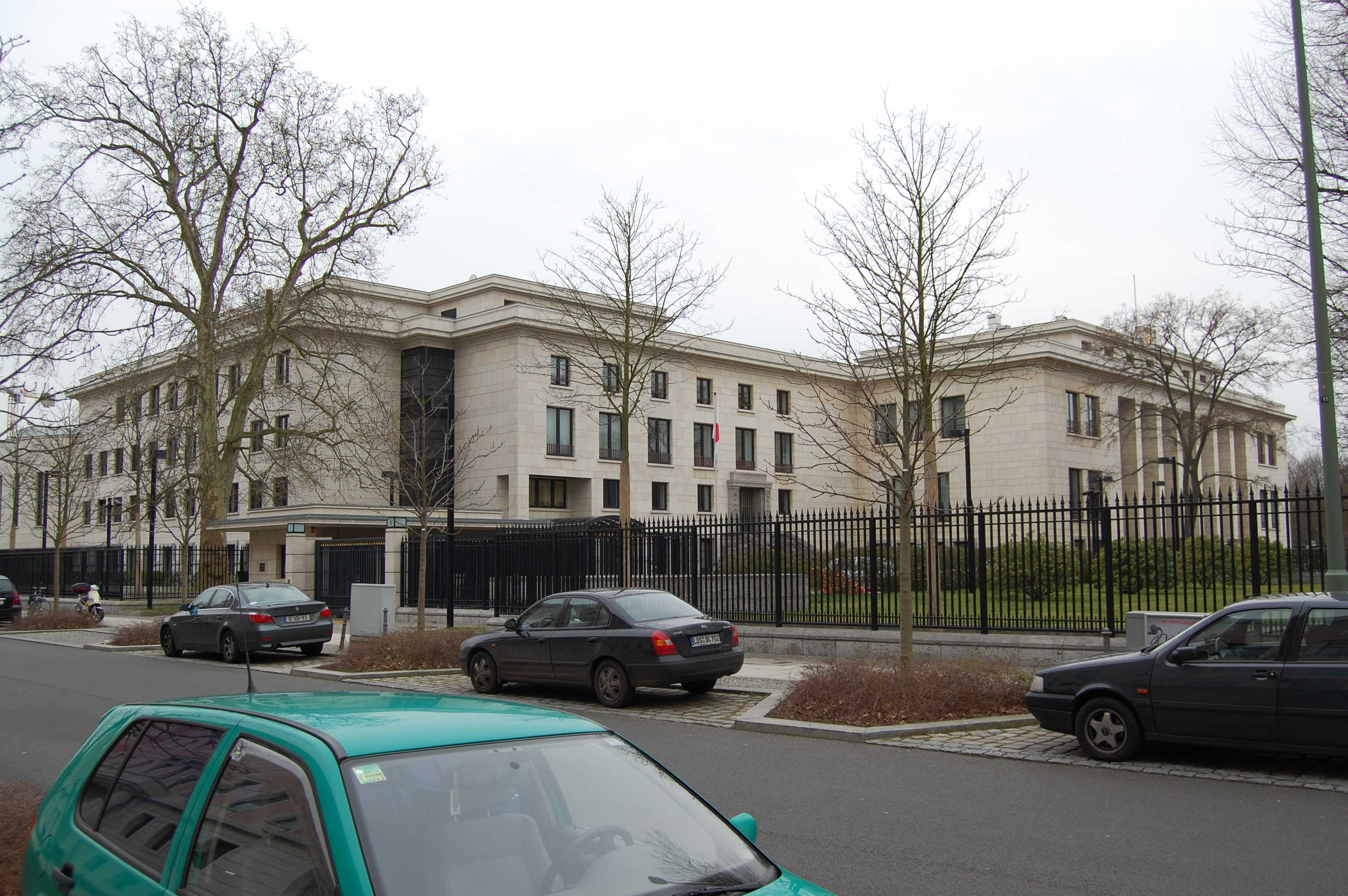
Ambasada Japonii w Berlinie

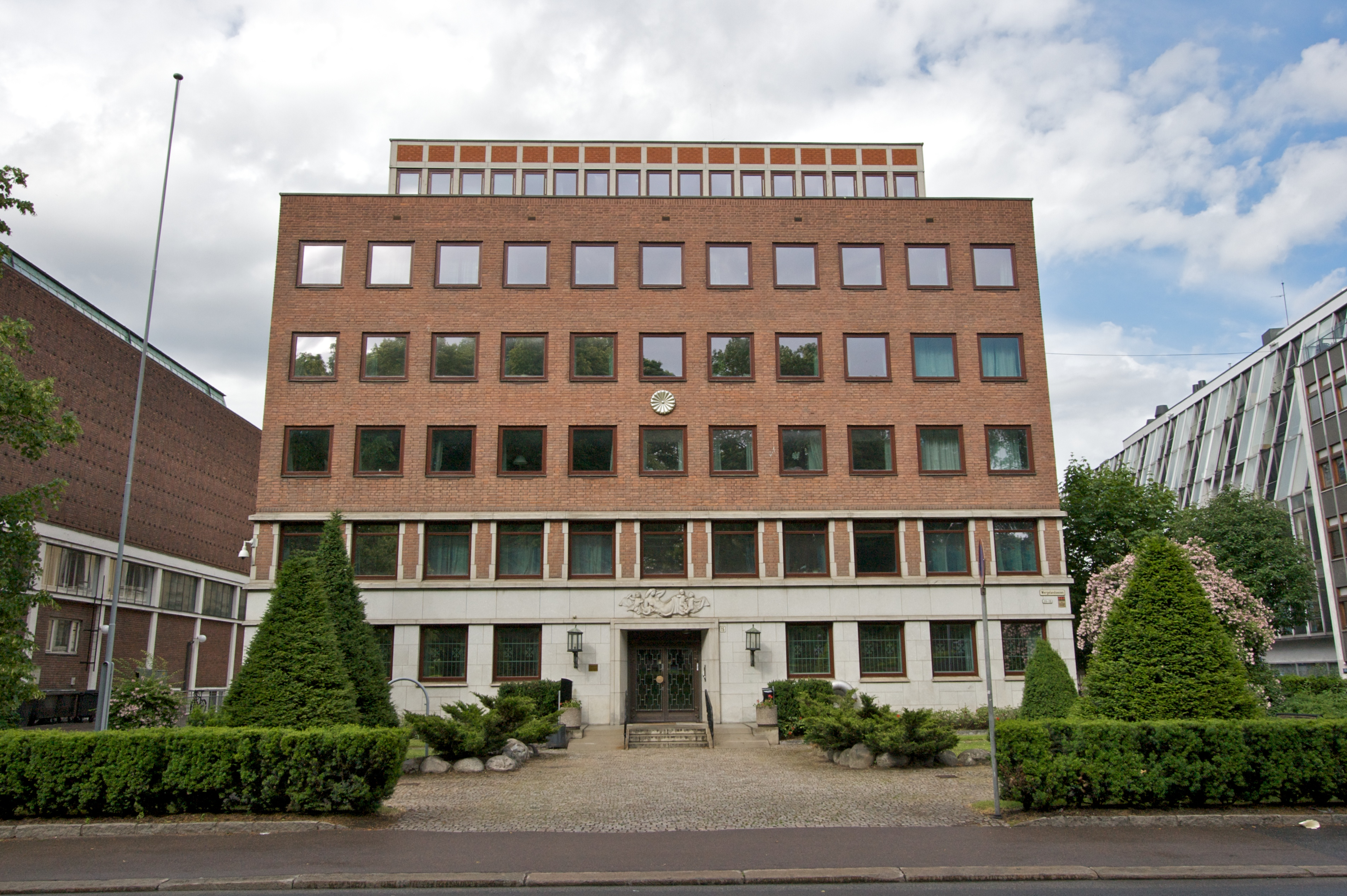
Ambasada Japonii w Oslo

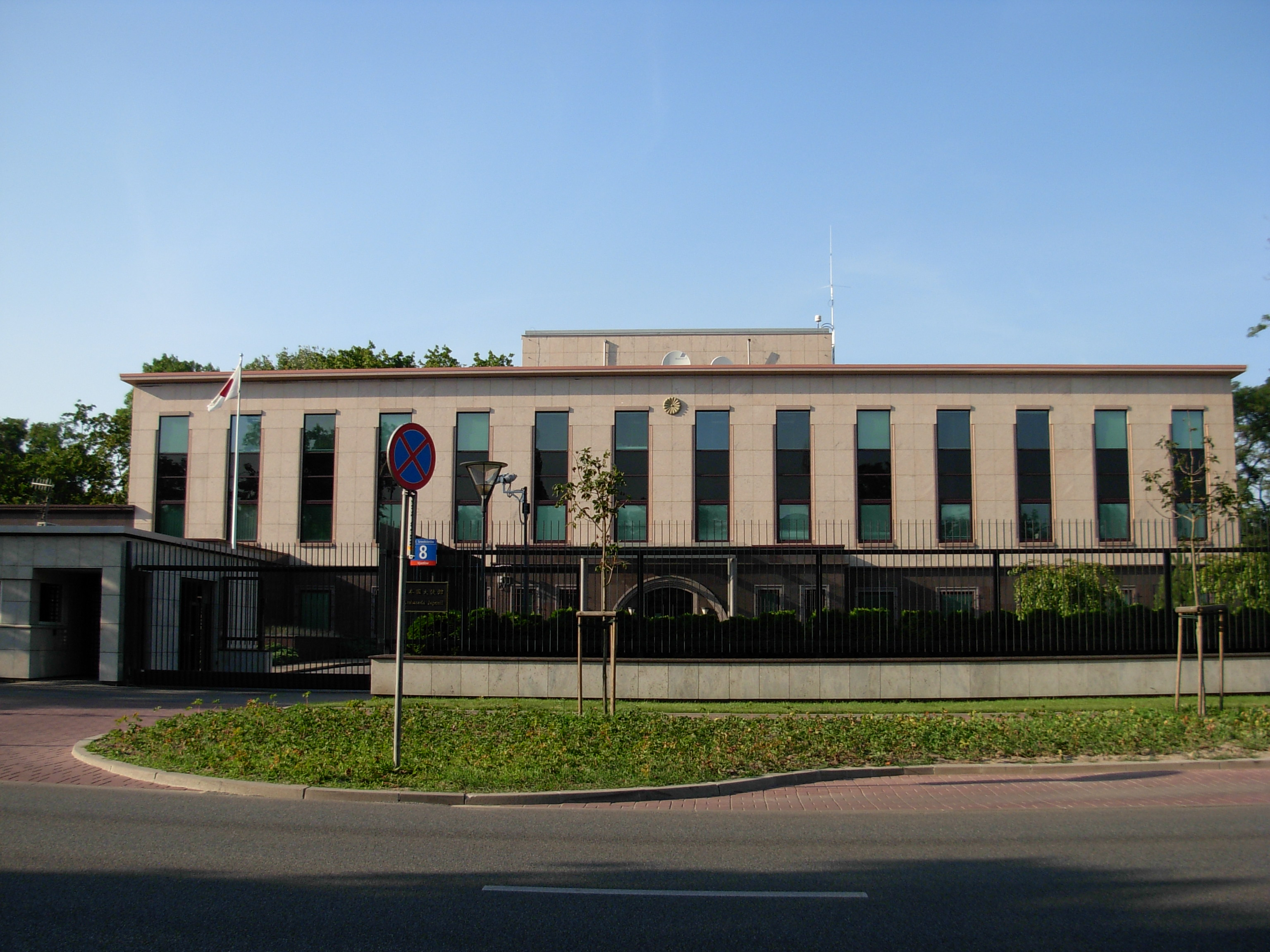
Ambasada Japonii w Warszawie

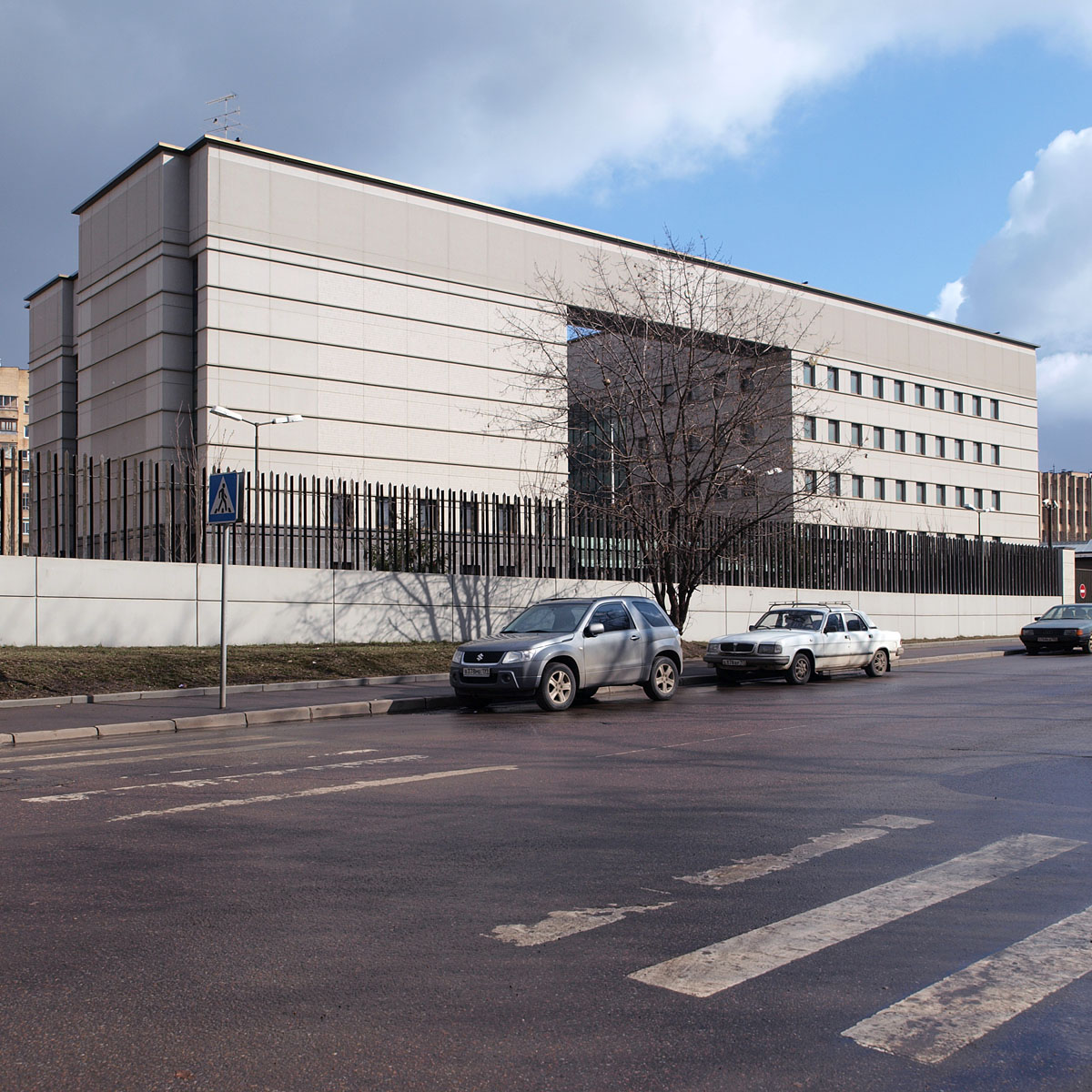
Ambasada Japonii w Moskwie

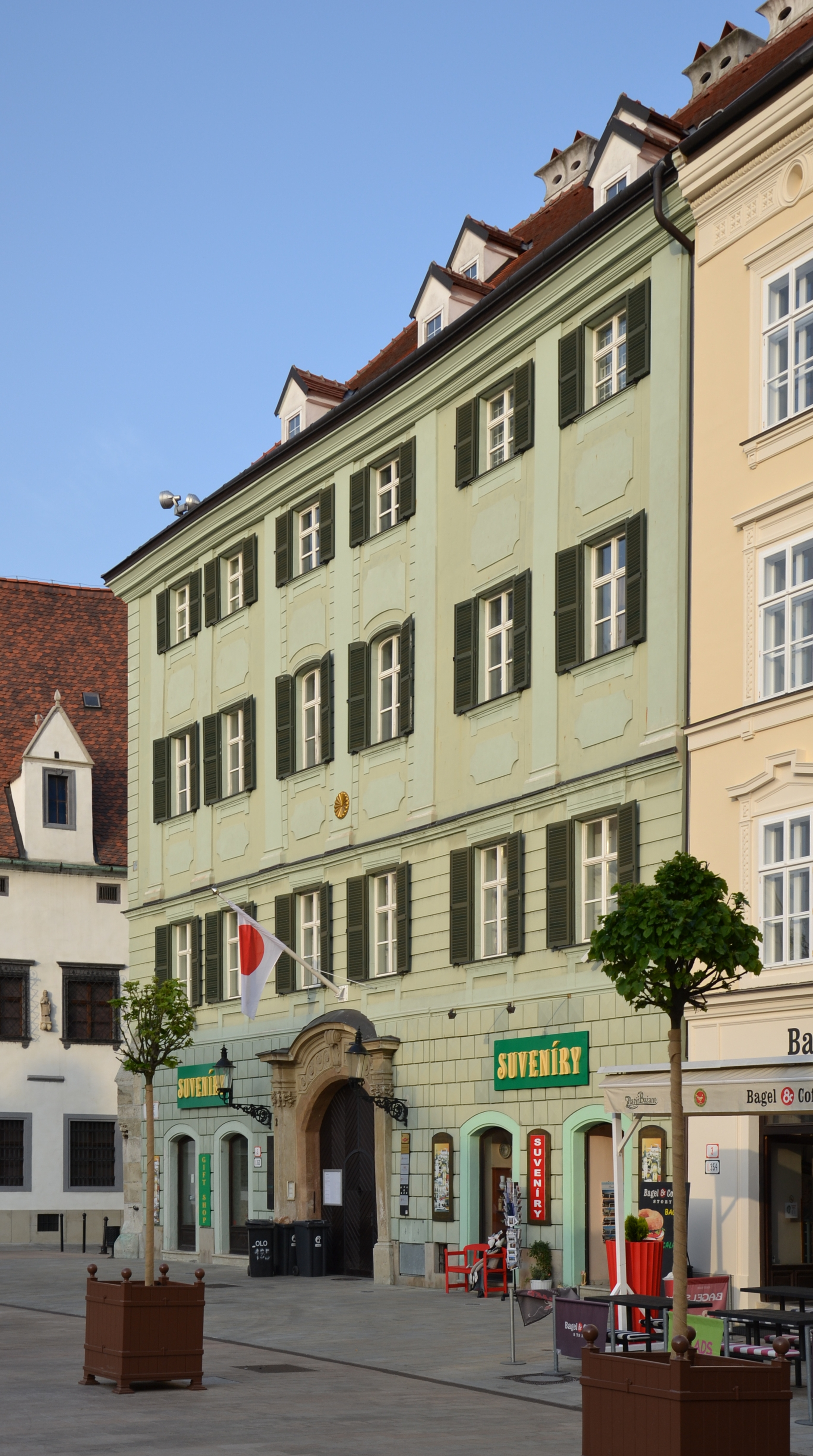
Ambasada Japonii w Bratysławie

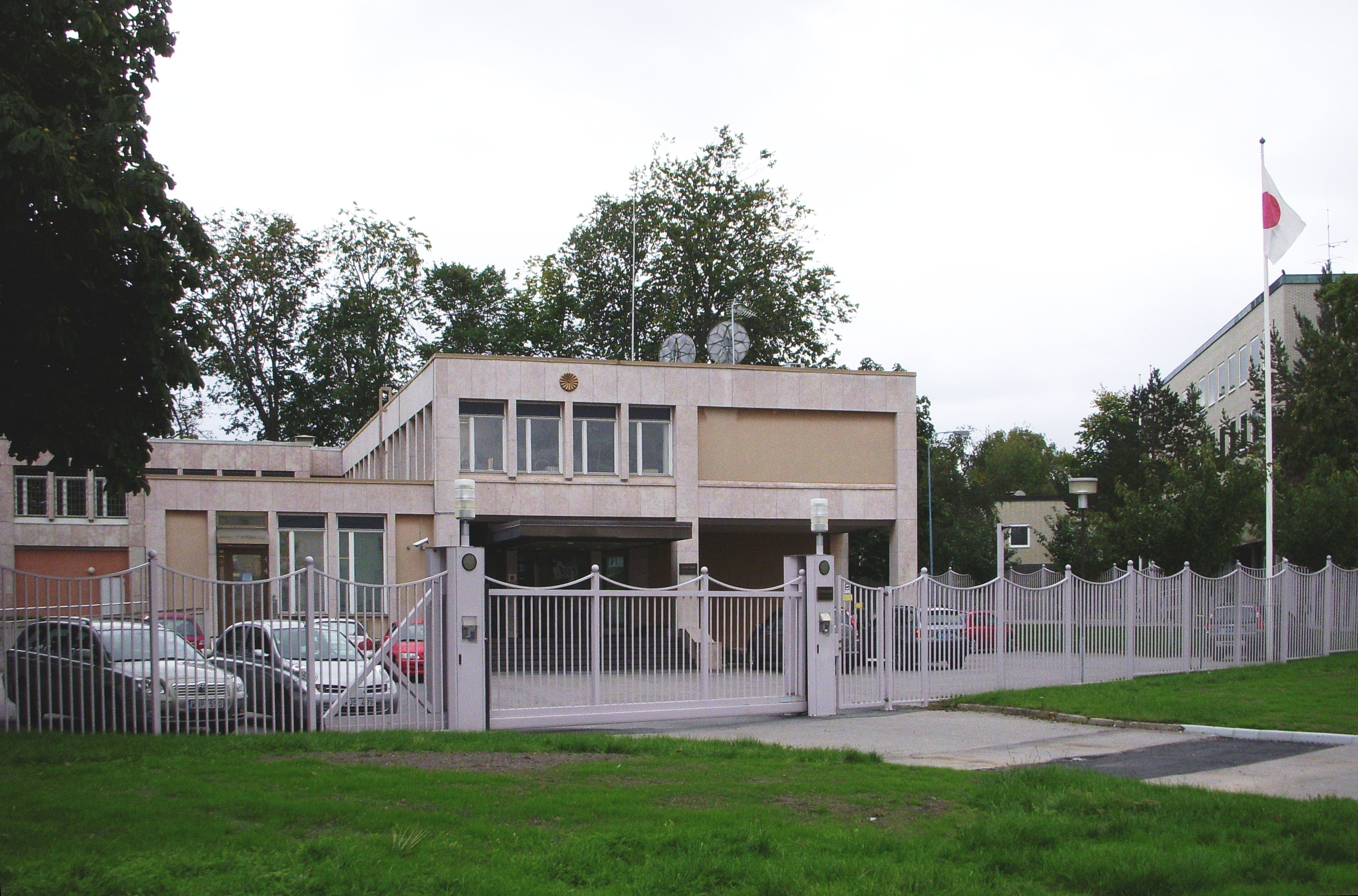
Ambasada Japonii w Sztokholmie

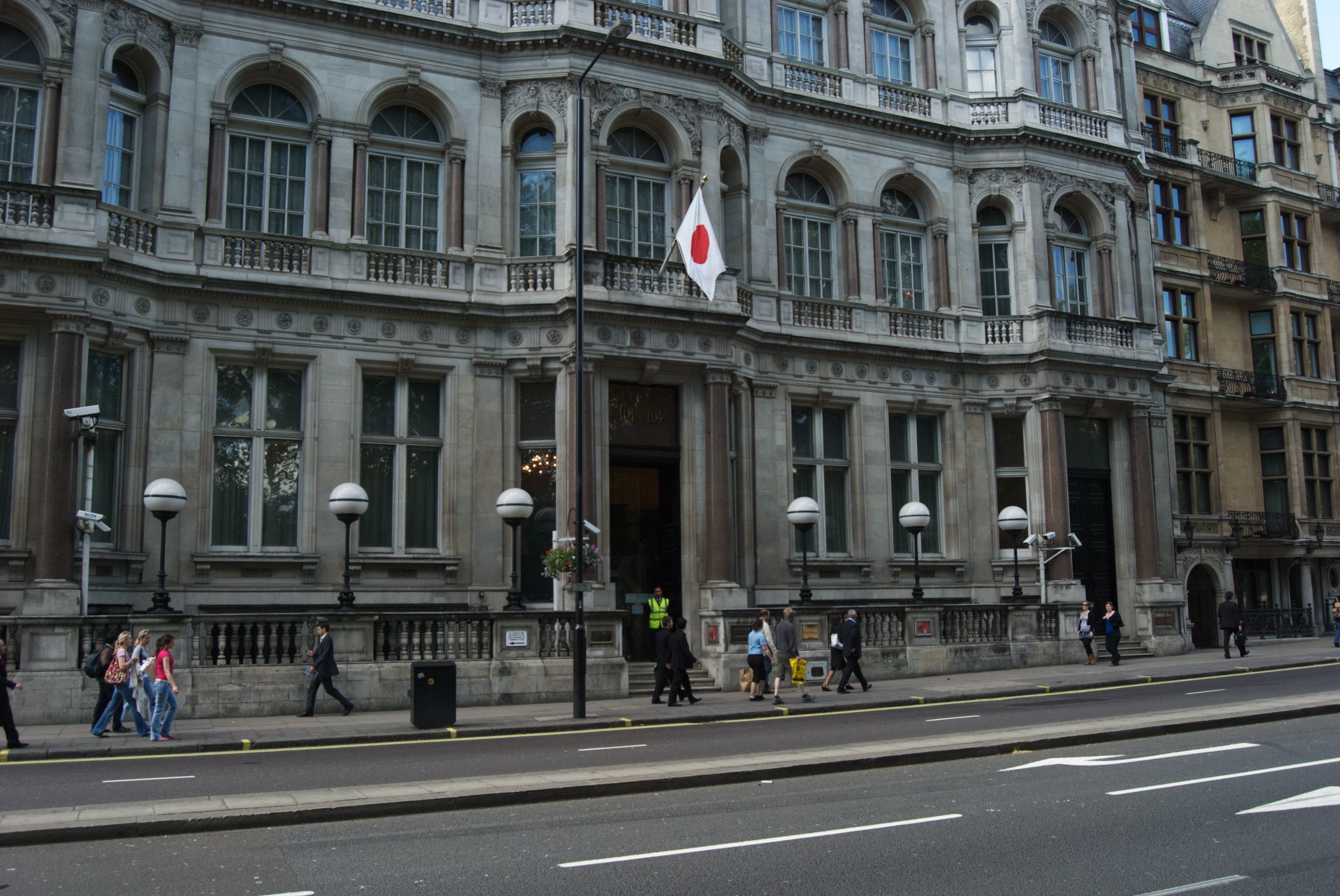
Ambasada Japonii w Londynie

  - Las Palmas de Gran Canaria (konsulat generalny)
- Holandia
  - Haga (ambasada)
- Irlandia
  - Dublin (ambasada)
- Islandia
  - Reykjavík (ambasada)
- Litwa
  - Wilno (ambasada)
- Luksemburg
  - Luksemburg (ambasada)
- Łotwa
  - Ryga (ambasada)
- Niemcy
  - Berlin (ambasada)
  - Düsseldorf (konsulat generalny)
  - Frankfurt nad Menem (konsulat generalny)
  - Hamburg (konsulat generalny)
  - Monachium (konsulat generalny)
- Norwegia
  - Oslo (ambasada)
- Polska
  - Warszawa (Ambasada)
- Portugalia
  - Lizbona (ambasada)
- Rosja
  - Moskwa (ambasada)
  - Chabarowsk (konsulat generalny)
  - Jużnosachalińsk (konsulat generalny)
  - Petersburg (konsulat generalny)
  - Władywostok (konsulat generalny)
- Rumunia
  - Bukareszt (ambasada)
- Serbia
  - Belgrad (ambasada)
- Słowacja
  - Bratysława (ambasada)
- Słowenia
  - Lublana (ambasada)
- Stolica Apostolska
  - Rzym (ambasada)
- Szwajcaria
  - Berno (ambasada)
  - Genewa (Biuro konsularne)
- Szwecja
  - Sztokholm (ambasada)
- Turcja
  - Ankara (ambasada)
  - Stambuł (konsulat generalny)
- Ukraina
  - Kijów (ambasada)
- Węgry
  - Budapeszt (ambasada)
- Wielka Brytania
  - Londyn (ambasada)
  - Edynburg (konsulat generalny)
- Włochy
  - Rzym (ambasada)
  - Mediolan (konsulat generalny)

## Ameryka Północna, Środkowa i Karaiby
- Dominikana
  - Santo Domingo (ambasada)
- Gwatemala
  - Gwatemala (ambasada)
- Haiti
  - Port-au-Prince (ambasada)
- Honduras
  - Tegucigalpa (ambasada)
- Jamajka
  - Kingston (ambasada)
- Kanada
  - Ottawa (ambasada)
  - Calgary (konsulat generalny)
  - Montreal (konsulat generalny)
  - Toronto (konsulat generalny)
  - Vancouver (konsulat generalny)
- Kostaryka
  - San José (ambasada)
- Kuba
  - Hawana (ambasada)
- Meksyk
  - Meksyk (ambasada)
- Nikaragua
  - Managua (ambasada)
- Panama
  - Panama (ambasada)
- Salwador
  - San Salvador (ambasada)
- Stany Zjednoczone
  - Waszyngton (ambasada)
  - Atlanta (konsulat generalny)
  - Boston (konsulat generalny)
  - Chicago (konsulat generalny)
  - Denver (konsulat generalny)
  - Detroit (konsulat generalny)
  - Honolulu (konsulat generalny)
  - Houston (konsulat generalny)
  - Los Angeles (konsulat generalny)
  - Miami (konsulat generalny)
  - Nashville (konsulat generalny)
  - Nowy Jork (konsulat generalny)
  - Portland (konsulat generalny)

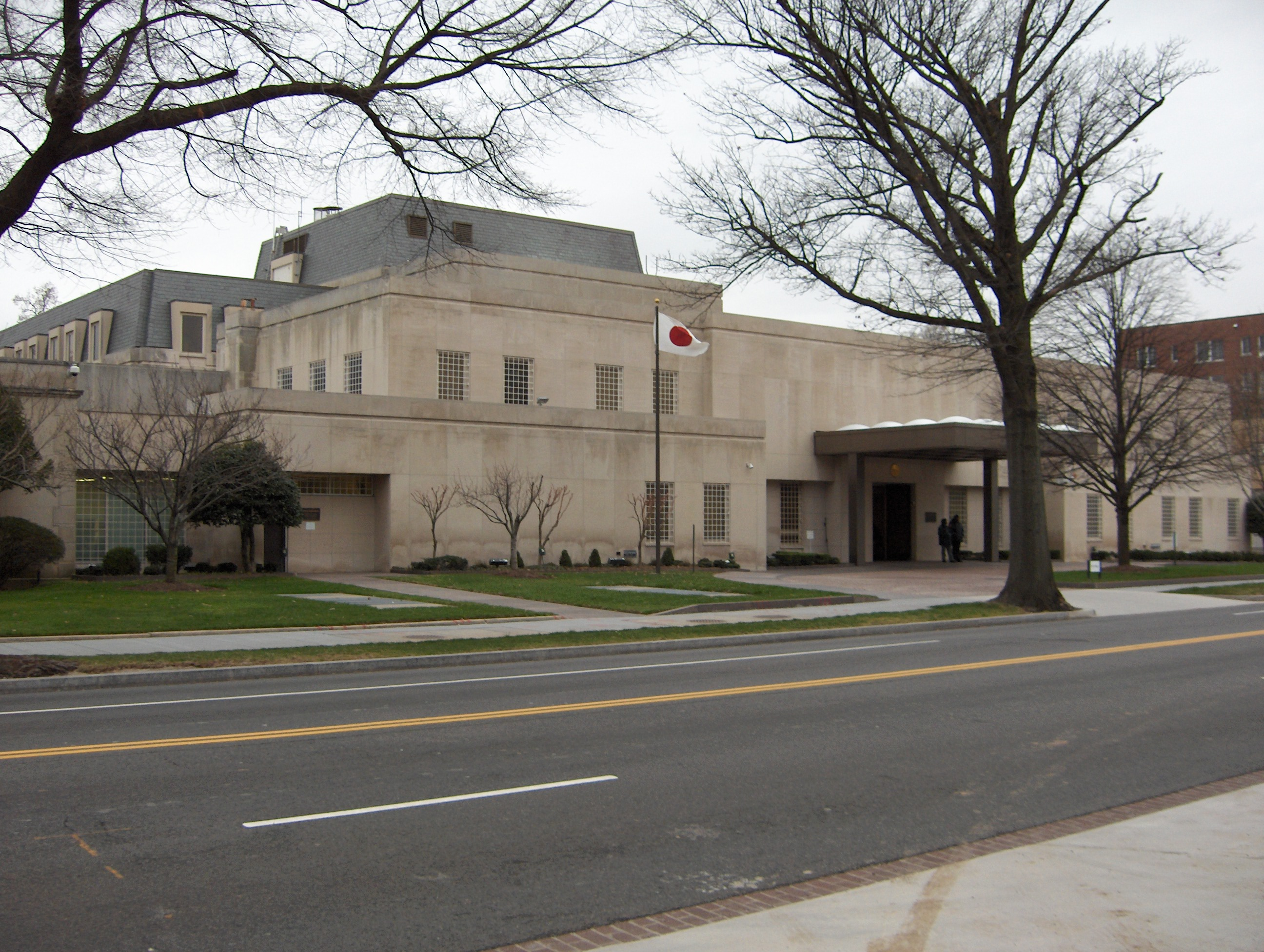
Ambasada Japonii w Waszyngtonie

  - San Francisco (konsulat generalny)
  - Seattle (konsulat generalny)
  - Anchorage (Biuro konsularne)
- Trynidad i Tobago
  - Port-of-Spain (ambasada)

## Ameryka Południowa
- Argentyna
  - Buenos Aires (ambasada)
- Boliwia
  - La Paz (ambasada)
  - Santa Cruz (Biuro konsularne)
- Brazylia
  - Brasília (ambasada)
  - Belém (konsulat generalny)
  - Kurytyba (konsulat generalny)
  - Manaus (konsulat generalny)
  - Porto Alegre (konsulat generalny)
  - Rio de Janeiro (konsulat generalny)
  - São Paulo (konsulat generalny)
  - Recife (Biuro konsularne)
- Chile
  - Santiago (ambasada)
- Ekwador
  - Quito (ambasada)
- Kolumbia
  - Bogota (ambasada)
- Paragwaj
  - Asunción (ambasada)
  - Encarnación (Biuro konsularne)
- Peru
  - Lima (ambasada)
- Urugwaj
  - Montevideo (ambasada)
- Wenezuela
  - Caracas (ambasada)

## Afryka
- Algieria
  - Algier (ambasada)
- Angola
  - Luanda (ambasada)
- Benin
  - Kotonu (ambasada)
- Botswana
  - Gaborone (ambasada)
- Burkina Faso
  - Wagadugu (ambasada)
- Demokratyczna Republika Konga
  - Kinszasa (ambasada)
- Dżibuti
  - Dżibuti (ambasada)
- Egipt
  - Kair (ambasada)
- Etiopia
  - Addis Abeba (ambasada)
- Gabon
  - Libreville (ambasada)
- Ghana
  - Akra (ambasada)
- Gwinea
  - Konakry (ambasada)
- Kamerun
  - Jaunde (ambasada)
- Kenia
  - Nairobi (ambasada)
- Libia
  - Trypolis (ambasada)
- Madagaskar
  - Antananarywa (ambasada)
- Malawi
  - Lilongwe (ambasada)
- Mali
  - Bamako (ambasada)
- Mauretania
  - Nawakszut (ambasada)
- Maroko
  - Rabat (ambasada)
- Mozambik
  - Maputo (ambasada)
- Nigeria
  - Abudża (ambasada)
- Południowa Afryka
  - Pretoria (ambasada)
  - Kapsztad (Biuro konsularne)
- Republika Środkowoafrykańska

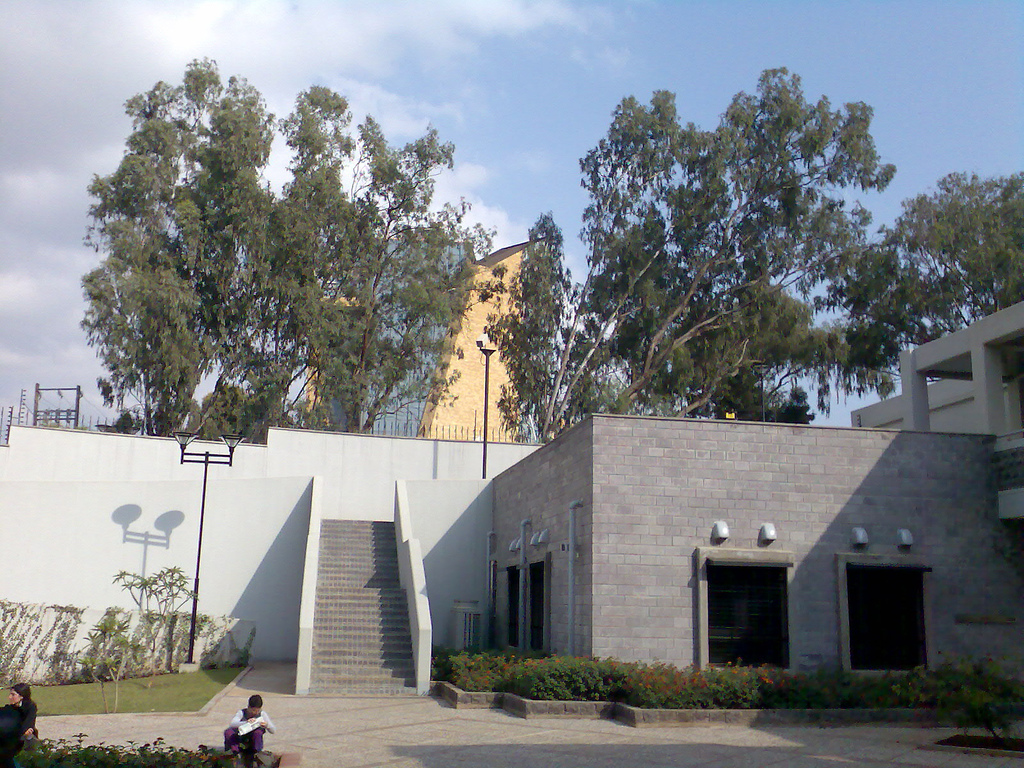
Ambasada Japonii w Nairobi

  - Bangi (Ambasada tymczasowo zamknięta od listopada 2003)
- Rwanda
  - Kigali (ambasada)
- Senegal
  - Dakar (ambasada)
- Sudan
  - Chartum (ambasada)
- Tanzania
  - Dar es Salaam (ambasada)
- Tunezja
  - Tunis (ambasada)
- Uganda
  - Kampala (ambasada)
- Wybrzeże Kości Słoniowej
  - Abidżan (ambasada)
- Zambia
  - Lusaka (ambasada)
- Zimbabwe
  - Harare (ambasada)

## Azja

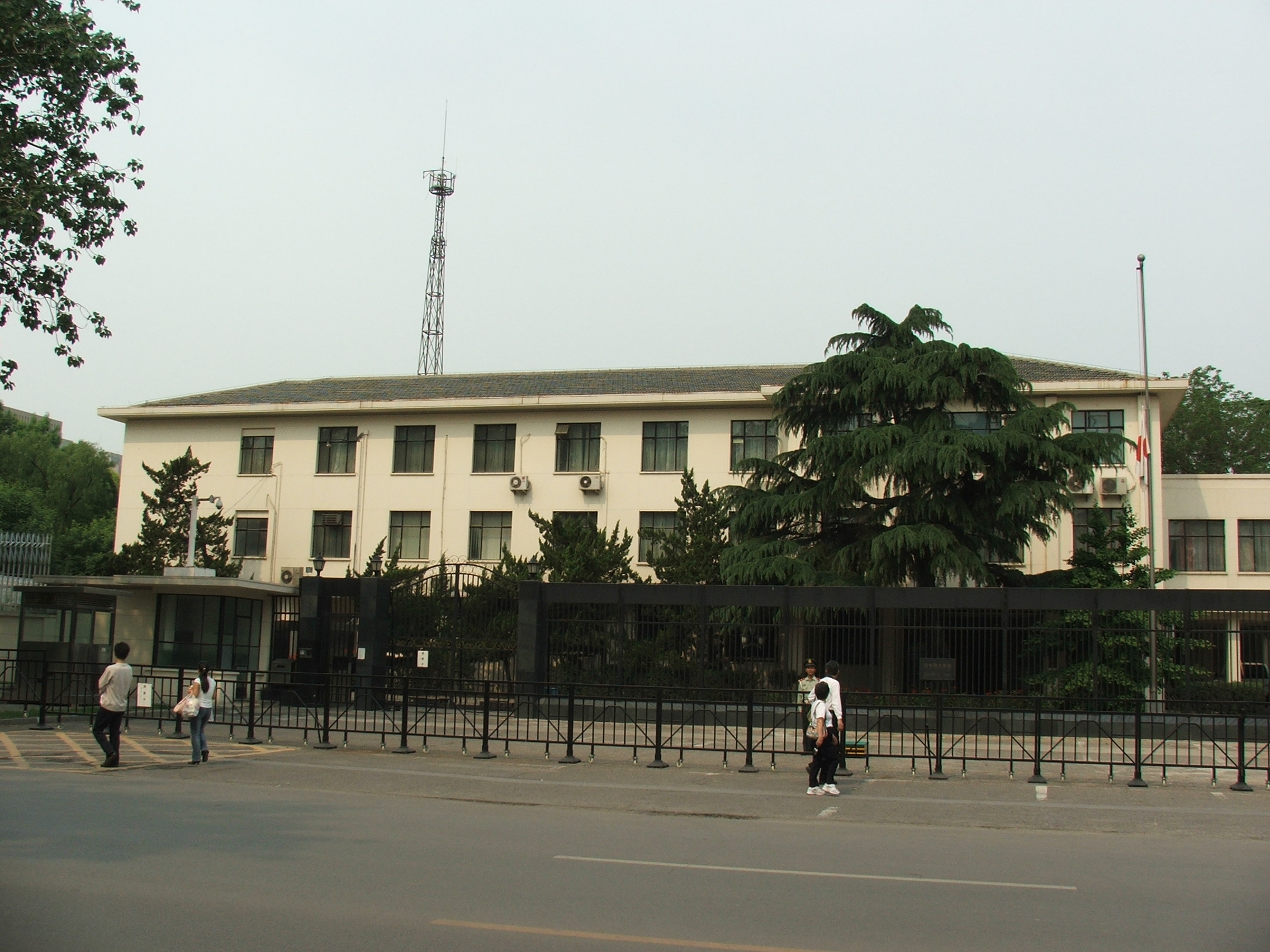
Ambasada Japonii w Pekinie

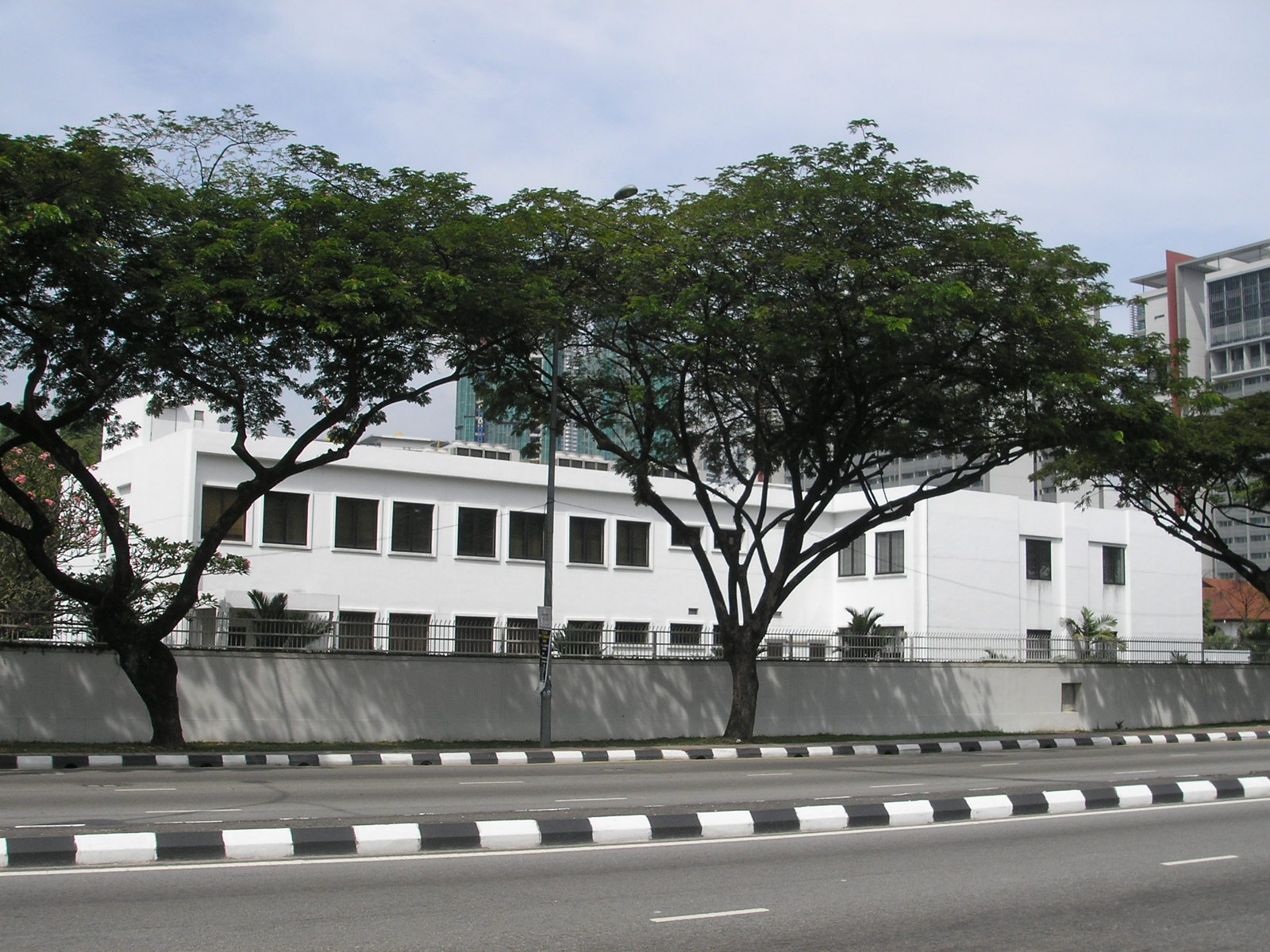
Ambasada Japonii w Kuala Lumpur

- Afganistan
  - Kabul (ambasada)
- Arabia Saudyjska
  - Rijad (ambasada)
  - Dżudda (konsulat generalny)
- Azerbejdżan
  - Baku (ambasada)
- Bahrajn
  - Manama (ambasada)
- Bangladesz
  - Dhaka (ambasada)
- Mjanma
  - Rangun (ambasada)
- Brunei
  - Bandar Seri Begawan (ambasada)
- Chiny
  - Pekin (ambasada)
  - Chongqing (konsulat generalny)
  - Hongkong (konsulat generalny)
  - Kanton (konsulat generalny)
  - Qingdao (konsulat generalny)
  - Shenyang (konsulat generalny)
  - Szanghaj (konsulat generalny)
  - Dalian (Oddział)
- Filipiny
  - Manila (ambasada)
  - Cebu City (Biuro konsularne)
  - Davao (Biuro konsularne)
- Gruzja
  - Tbilisi (ambasada)
- Indie
  - Nowe Delhi (ambasada)
  - Mumbaj (konsulat generalny)
  - Kolkata (konsulat generalny)
  - Ćennaj (konsulat generalny)
  - Bangalore (konsulat)
- Indonezja
  - Dżakarta (ambasada)
  - Denpasar (konsulat generalny)
  - Medan (konsulat generalny)
  - Surabaja (konsulat generalny)
  - Makasar (Biuro konsularne)
- Irak
  - Bagdad (ambasada)
- Iran
  - Teheran (ambasada)
- Izrael
  - Tel Awiw-Jafa (ambasada)
- Jemen
  - Sana (ambasada)
- Jordania
  - Amman (ambasada)
- Kambodża
  - Phnom Penh (ambasada)
- Katar
  - Doha (ambasada)
- Kazachstan
  - Astana (ambasada)
  - Ałmaty (Biuro)
- Kirgistan
  - Biszkek (ambasada)
- Korea Południowa
  - Seul (ambasada)
  - Czedżu (konsulat generalny)
  - Pusan (konsulat generalny)
- Laos
  - Wientian (ambasada)
- Liban
  - Bejrut (ambasada)
- Malezja
  - Kuala Lumpur (ambasada)
  - Penang (konsulat generalny)
  - Johor Bahru (Biuro konsularne)
  - Kota Kinabalu (Biuro konsularne)
- Mongolia
  - Ułan Bator (ambasada)
- Oman
  - Maskat (ambasada)
- Nepal
  - Katmandu (ambasada)
- Pakistan
  - Islamabad (ambasada)
  - Karaczi (konsulat generalny)
- Palestyna
  - Ramallah (Przedstawicielstwo)
- Singapur
  - Singapur (ambasada)
- Sri Lanka
  - Kolombo (ambasada)
- Syria
  - Damaszek (ambasada)
- Tadżykistan
  - Duszanbe (ambasada)
- Tajlandia
  - Bangkok (ambasada)
  - Chiang Mai (konsulat generalny)
- Timor Wschodni
  - Dili (ambasada)
- Turkmenistan
  - Aszchabad (ambasada)
- Uzbekistan
  - Taszkent (ambasada)
- Wietnam
  - Hanoi (ambasada)
  - Ho Chi Minh (konsulat generalny)
- Zjednoczone Emiraty Arabskie
  - Abu Zabi (ambasada)
  - Dubaj (konsulat generalny)

## Australia i Oceania

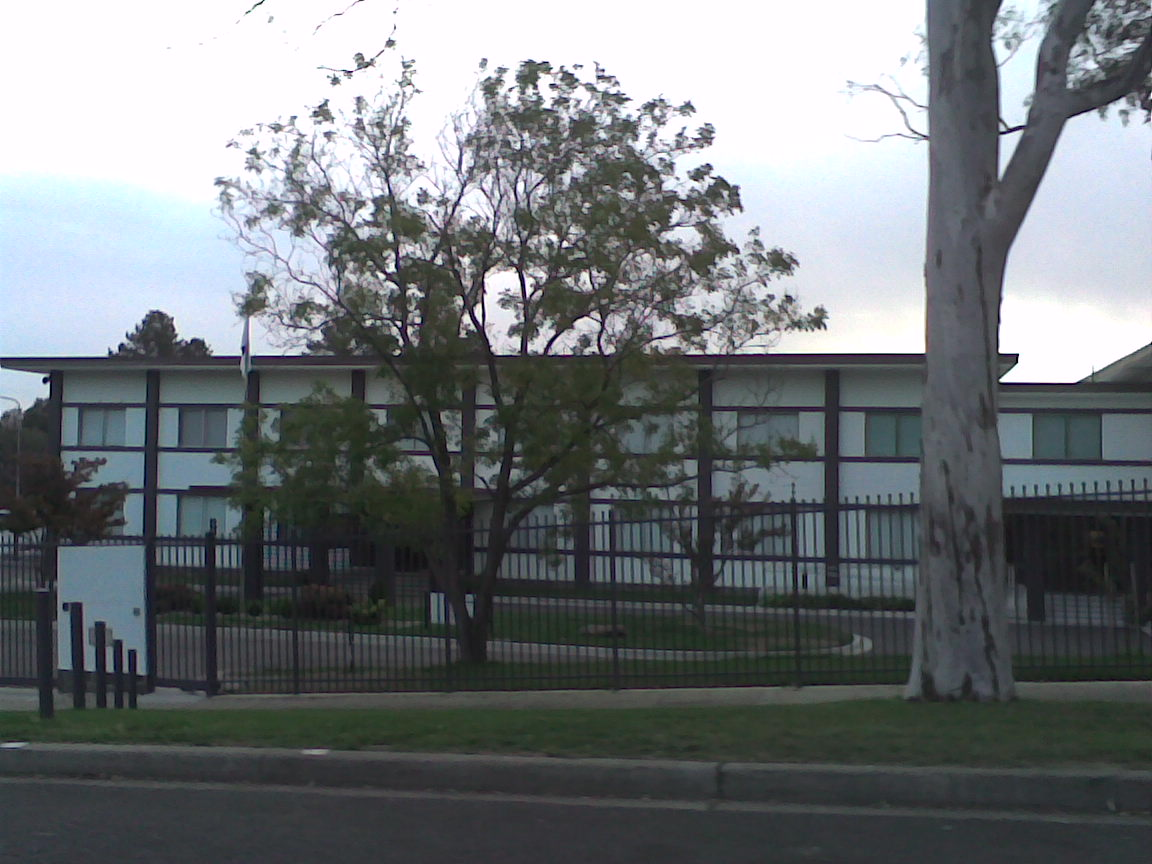
Ambasada Japonii w Canberze

- Australia
  - Canberra (ambasada)
  - Brisbane (konsulat generalny)
  - Melbourne (konsulat generalny)
  - Perth (konsulat generalny)
  - Sydney (konsulat generalny)
  - Cairns (Oddział)
- Fidżi
  - Suva (ambasada)
- Mikronezja
  - Pohnpei (ambasada)
- Nowa Zelandia
  - Wellington (ambasada)
  - Auckland (konsulat generalny)
  - Christchurch (Biuro konsularne)
- Palau
  - Koror (ambasada)
- Papua-Nowa Gwinea
  - Port Moresby (ambasada)
- Tonga
  - Nukuʻalofa (ambasada)
- Wyspy Marshalla
  - Majuro (ambasada)
- Wyspy Salomona
  - Honiara (ambasada)

### Terytoria zależne
- Guam
  - Hagåtña (konsulat generalny)
- Mariany Północne
  - Saipan (Biuro konsularne)

## Organizacje międzynarodowe
- Nowy Jork – Stałe Przedstawicielstwo przy Organizacji Narodów Zjednoczonych
- Genewa – Stałe Przedstawicielstwo przy Biurze Narodów Zjednoczonych i innych organizacjach
- Wiedeń – Stałe Przedstawicielstwo przy Biurze Narodów Zjednoczonych
- Paryż – Stałe Przedstawicielstwo przy UNESCO
- Bruksela – Misja przy Unii Europejskiej